# Vaxholm (comune)
Vaxholm è un comune svedese di 11 124 abitanti, situato nella contea di Stoccolma. Il suo capoluogo è la cittadina omonima.

## Località
Nel territorio comunale sono comprese le seguenti aree urbane (tätort):
- Kullö
- Oskar-Fredriksborg
- Resarö
- Vaxholm